# O Fenótipo Estendido
O Fenótipo Estendido (no original em inglês: The Extended Phenotype) é um livro do biólogo Richard Dawkins publicado em 1982. Neste livro Dawkins expõe sua teoria de que os organismos vivos são máquinas de sobrevivência construídas pelos genes para maximizar suas chances de replicação.
Dawkins considera este livro uma sequêcnia de O Gene Egoísta (1976) voltado para biólogos professionais, e sua princial contribuição à teoria da evolução.

## Conteúdo

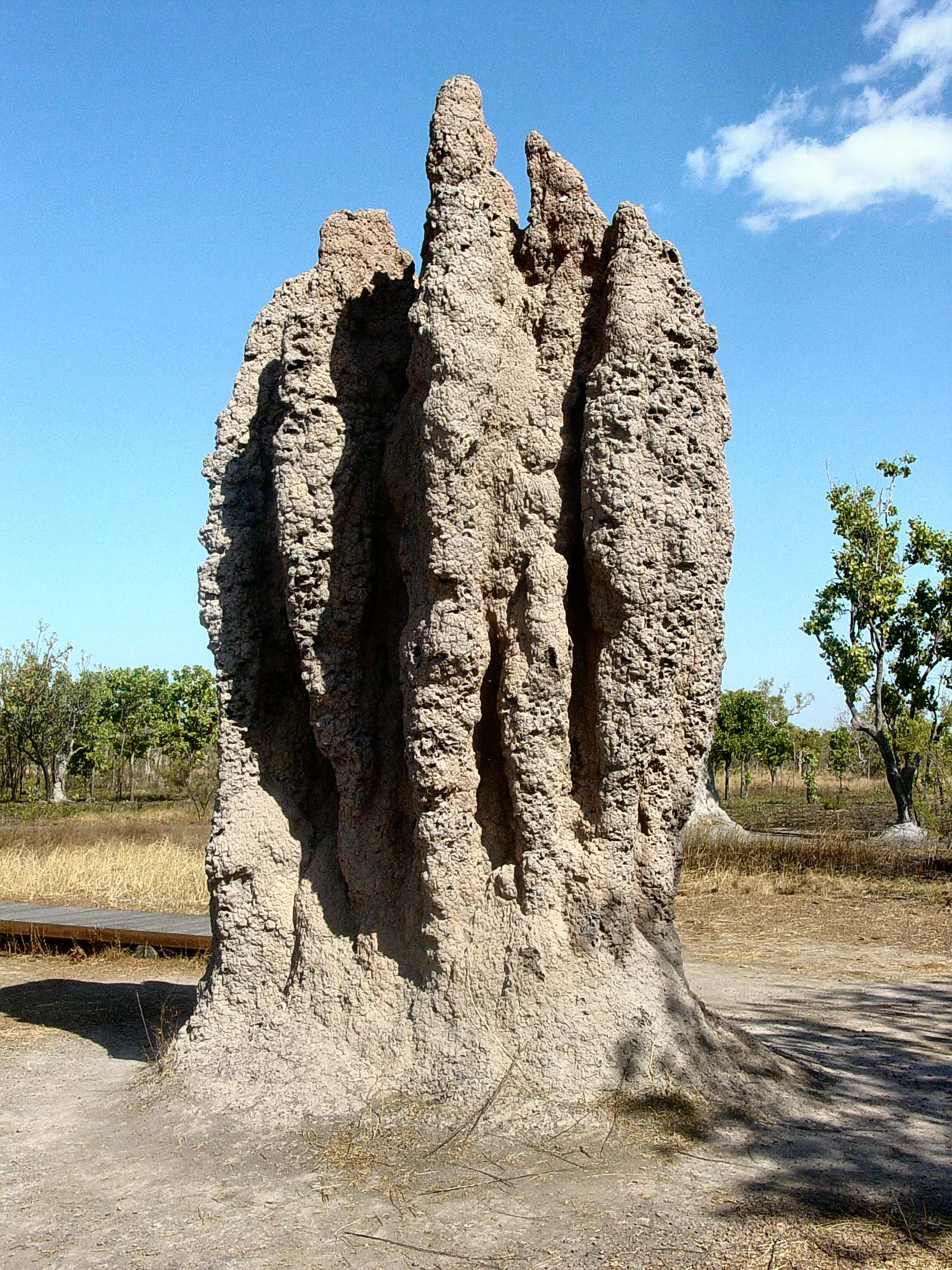
Asutitermes corniger, uma espécie de cupim – um pequeno animal com grande fenótipo estendido.

Numa exposição mais técnica e pormenorizada, Dawkins devota uma parte significativa deste novo livro para refutar críticas da ideia do gene egoísta e esclarecer quaisquer mal-entendidos a respeito do livro anterior.
Na maior parte do livro, entretanto, argumentando que a única coisa que os genes controlam diretamente é a síntese de proteínas, Dawkins aponta para a arbitrariedade que é restringir a ideia do fenótipo somente para a expressão fenotípica dos genes de um organismo em seu próprio corpo. Dawkins desenvolve a ideia de que um gene tem influência no ambiente em que vive o organismo através do modo como o gene manipula o comportamento deste organismo.
Na condução deste argumento, Dawkins tem como objetivo fortalecer a visão de vida centrada no gene um gene-centric de ver a vida. No capítulo final, intitulado "Redescobrindo o Organismo." O conceito de fenótipo estendido foi generalizado numa visão de evolução entrada no organismo com o conceito de construção de nicho, no caso em que a pressão da seleção natural pode ser modificado pelos organismos durante o processo evolutivo.